# Bibionomorpha
I Bibionomorpha Hennig, 1954, sono un infraordine di ditteri nematoceri, in larga prevalenza micetofagi o fitofagi allo stadio larvale. La loro comparsa sulla Terra risale probabilmente al Mesozoico Triassico superiore. Molti raggruppamenti di questi Nematoceri si sono estinti nel corso del Mesozoico.

## Descrizione
Gli adulti sono ditteri di piccole o medio-piccole dimensioni, riconducibili per l'aspetto ai generici moscerini. Il corpo è generalmente corto, con torace robusto, zampe relativamente brevi, ali spesso ridotte o con venatura semplificata, in particolare per quanto riguarda la radio, che non presenta mai più di 4 rami.

## Biologia
I Bibionomorpha sono Nematoceri associati ad habitat terrestri ma, nella maggior parte delle specie, le larve si sviluppano all'interno di substrati in grado di mantenere una apprezzabile umidità, come materiali organici in decomposizione (residui vegetali, escrementi), tessuti vegetali, corpi fruttiferi fungini. Rare sono le specie le cui larve sono associate ad ambienti propriamente umidi oppure quelle libere all'aperto; in quest'ultimo caso si citano le larve entomofaghe dei Cecidomiidi.
Le larve sono eucefale, con apparato boccale masticatore modificato ma ben differenziato, atto ad assumere alimenti solidi; in alcuni gruppi l'alimentazione ha luogo attraverso l'assunzione di cibi liquidi predigeriti e in questi casi si presenta una sostanziale semplificazione della morfologia dell'apparato boccale. Le larve della maggior parte delle famiglie sono saprofaghe o micetofaghe, va tuttavia osservato che le larve della famiglia più ricca di specie, quella dei Cecidomiidi, sono in larga prevalenza fitofaghe e galligene, con una piccola minoranza di specie artropofaghe.
La maggior parte degli adulti si nutre di succhi vegetali oppure non si nutre affatto. Non si conoscono forme zoofaghe, predatrici o ematofaghe.
La riproduzione, generalmente anfigonica, non presenta particolari specializzazioni, va tuttavia menzionata la ricorrenza, in alcuni Cecidomiidi, di una rara partenogenesi allo stadio larvale, detta pedogenesi.

## Sistematica
L'infraordine dei Bibionomorpha comprende un numero imprecisato di specie, secondo lo schema di classificazione, dell'ordine di 7-8000 unità. La tassonomia dei Bibionomorpha è alquanto incerta e controversa, in merito al rango in cui sono inquadrati diversi gruppi sistematici, al numero di famiglie e superfamiglie ed alla stessa posizione dei singoli taxa nell'ambito dei Nematoceri. Nel 1974, ROHDENDORF et al. suddivisero l'infraordine in sei superfamiglie: Bolitophilidea, Bibioniidea,  Cecidomyiidea, Fungivoidea, Rhyphidea e Scatopsidea.
Nello stesso anno, STEYSKAL proponeva un inquadramento sistematico decisamente differente, suddividendo i Bibionomorpha in due superfamiglie, Bibionoidea e Pachyneuroidea. Lo schema di STEYSKAL divergeva non solo nella ripartizione in superfamiglie, ma anche per l'inquadramento di alcuni taxa, che ROHDENDORF includeva in altri infraordini. Nella fattispecie, la superfamiglia Bibionoidea sensu Steyskal comprendeva la generalità dei Bibionomorpha sensu Rohdendorf, mentre con Pachyneuroidea sensu Steyskal venivano spostate le famiglie Pachyneuridae e Perissommatidae (Tipulomorpha: Rhaetomyiidea sensu Rohdendorf) e la famiglia Axymyiidae (non citata da ROHDENDORF).
Fra la fine degli anni ottanta e gli anni novanta, diversi Autori hanno proposto ulteriori contributi che, nel complesso, scorporano l'infraordine spostando alcuni taxa in differenti infraordini. Nel 1989, WOOD & BORKENT separarono il genere Axymyia in un proprio infraordine (Axymyiomorpha), comprendendovi anche la relativa famiglia e superfamiglia. Gli stessi autori spostarono, inoltre, le famiglie Perissommatidae, Anisopodidae e Scatopsidae dai Bibionomorpha all'infraordine Psychodomorpha. Lo schema tassonomico di WOOD & BORKENT includeva perciò fra i Bibionomorpha le sole famiglie Bibionidae, Cecidomyiidae, Mycetophilidae, Pachyneuridae e Sciaridae.
Piuttosto controversa è la posizione della superfamiglia Anisopodoidea. Nel 1995, OOSTERBROEK & COURTNEY hanno proposto la sua separazione in un taxon proprio da elevarsi allo stesso rango dei Brachycera. La tradizionale suddivisione dei Ditteri in Nematoceri e Brachiceri, ancora largamente diffusa, include di fatto gli Anisopodoidea nell'ambito dei Nematoceri e, secondo la fonte, alternativamente fra gli Psychodomorpha o fra i Bibionomorpha, lasciando ancora incerta e confusa la loro posizione.
Adottando la ripartizione dell'infraordine in superfamiglie, dalle originarie 6-7 superfamiglie indicate in passato fino agli anni ottanta, l'attuale albero tassonomico dei Bibionomorpha si ridurrebbe a tre sole superfamiglie: Bibionoidea, Pachyneuroidea e Sciaroidea. Secondo l'orientamento generale dei ditterologi, la famiglia dei Cecidomiidi è inclusa nella superfamiglia Sciaroidea, tuttavia, fra gli entomologi agrari è ancora diffusa la tendenza a separare i Cecidomiidi in una superfamiglia propria, Cecidomyioidea, mutuata dalle classificazioni di ROHDENDORF. Non è escluso che questa tendenza sussista per ragioni associate ad un ambito d'interesse specifico, allo scopo di distinguere funzionalmente i Cecidomiidi, insetti fondamentalmente fitofagi, dagli altri Sciaroidea, fondamentalmente saprofagi o micetofagi. Va anche precisato che, mentre si concorda sul carattere monofiletico dell'attuale infraordine, le relazioni filogenetiche fra le varie famiglie che compongono la superfamiglia Sciaroidea non sono ancora del tutto accertate.
Nell'ambito degli Sciaroidea va infine indicato, fra gli sviluppi recenti, lo scorporo dalla famiglia dei Mycetophilidae di diversi taxa, separati in distinte famiglie ma incluse fra gli Sciaroidea. Resta incerta, ancora, la posizione sistematica di diversi generi, mentre sarebbe generalmente condivisa l'inclusione degli Lestremiidae e degli Heteropezidae, citate in letteratura come famiglie distinte, all'interno dei Cecidomyiidae, rispettivamente come sottofamiglia (Lestremiinae) e supertribù (Heteropezidi).
In definitiva, l'attuale suddivisione tassonomica dei Bibionomorpha sarebbe la seguente:
- Infraordine: Bibionomorpha
  - Superfamiglia Bibionoidea. Famiglie:
    - Bibionidae
    - Hesperinidae

  - Superfamiglia: Pachyneuroidea. Famiglie:
    - Pachyneuridae

  - Superfamiglia: Sciaroidea. Famiglie:
    - Bolitophilidae
    - Cecidomyiidae
    - Diadocidiidae
    - Ditomyiidae
    - Keroplatidae
    - Lygistorrhinidae
    - Mycetophilidae
    - Rangomaramidae
    - Sciaridae